# Cordillera de Pirulil
Cordillera de Pirulil är en bergskedja i Chile.   Den ligger i regionen Región de Los Lagos, i den södra delen av landet, 1 100 km söder om huvudstaden Santiago de Chile.
I omgivningarna runt Cordillera de Pirulil växer i huvudsak blandskog. Runt Cordillera de Pirulil är det glesbefolkat, med 8 invånare per kvadratkilometer.